# Aesculus
Aesculus L. è un genere di piante appartenente alla famiglia delle Sapindaceae, comprendente una dozzina di specie di alberi di grandi dimensioni, noti con il nome comune di ippocastano, originari dell'Eurasia e del Nordamerica. Sono spesso usati come alberi ornamentali.

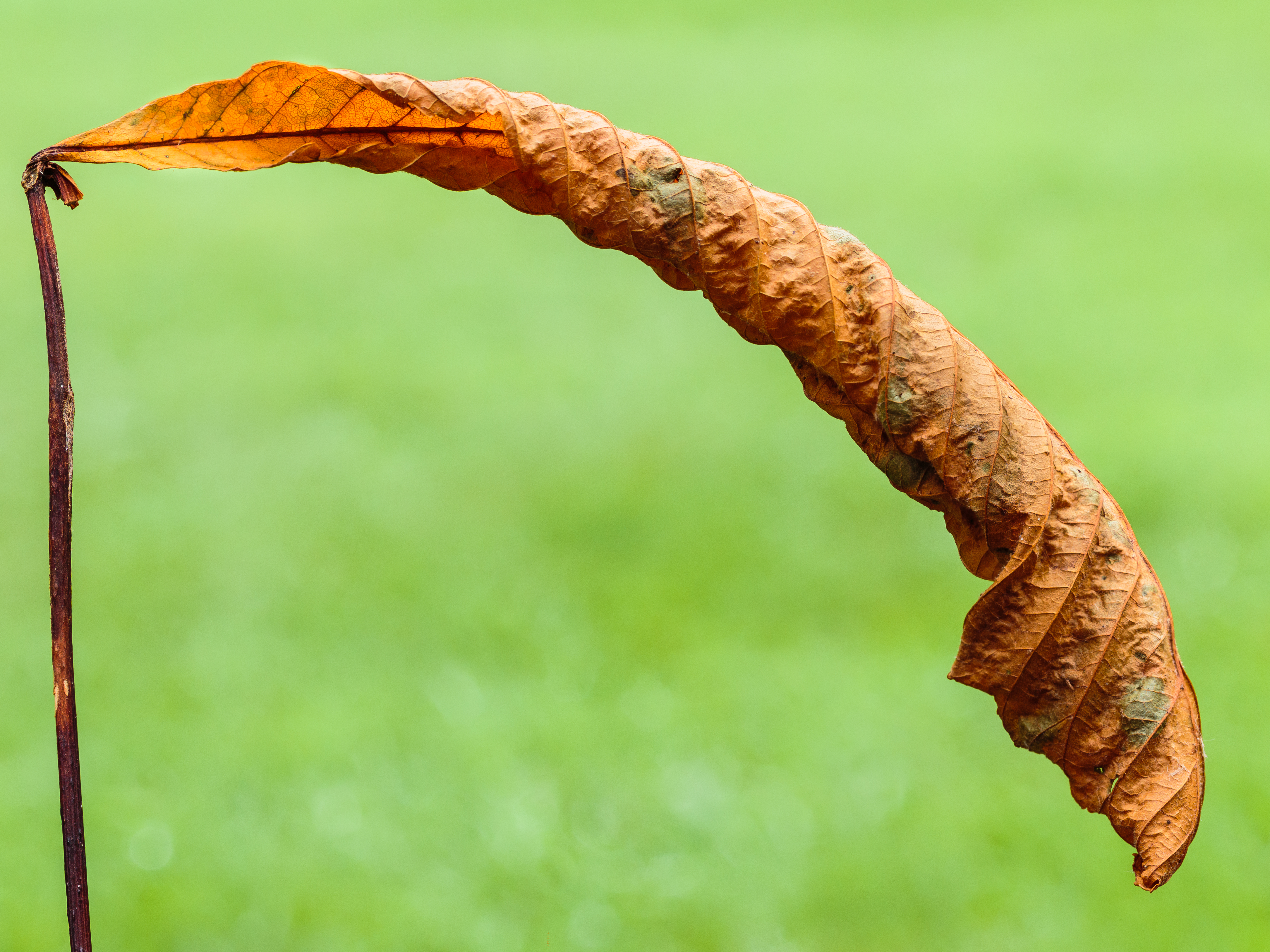
Una foglia appassita di un Aesculus.

## Descrizione
Tre specie del genere Aesculus sono originarie dell'Asia (A. turbinata, A. chinensis, A. indica); una, la più diffusa in Europa (A. hippocastanum), proviene dalla penisola balcanica e le altre dal nord America. Importato in Italia e in Europa, l'ippocastano viene usato in special modo a scopo ornamentale e lo si può trovare nei parchi e in molti giardini; ha un aspetto maestoso, la sua chioma di notevole altezza (oltre i 30 m) è molto ampia e tondeggiante, i vistosissimi fiori ermafroditi e profumati, riuniti come grandi pannocchie, sono di colore bianco e si aprono tra aprile e maggio; la liscia corteccia è di colore grigiastro. Le foglie decidue, di colore verde brillante, sono di forma palmata e dotate di un lungo picciolo, unite al ramo in posizione opposta.
Quelle comunemente chiamate castagne d'India sono i semi, costituiti da grosse e lucide castagne non commestibili, racchiuse in un riccio aculeato che rappresenta il frutto (una capsula).

## Tassonomia
Il genere comprende le seguenti specie:
- Aesculus assamica Griff.
- Aesculus × bushii C.K.Schneid.
- Aesculus californica (Spach) Nutt.
- Aesculus chinensis Bunge
- Aesculus flava Sol.
- Aesculus glabra Willd.
- Aesculus hippocastanum L.
- Aesculus × hybrida DC.
- Aesculus indica (Wall. ex Cambess.) Hook.
- Aesculus × marylandica J.R.Booth ex Dippel
- Aesculus × mutabilis (Spach) Scheele
- Aesculus × neglecta Lindl.
- Aesculus parryi A.Gray
- Aesculus parviflora Walter
- Aesculus pavia L.
- Aesculus sylvatica W.Bartram
- Aesculus turbinata Blume
- Aesculus × woerlitzensis Koehne

## Coltivazione

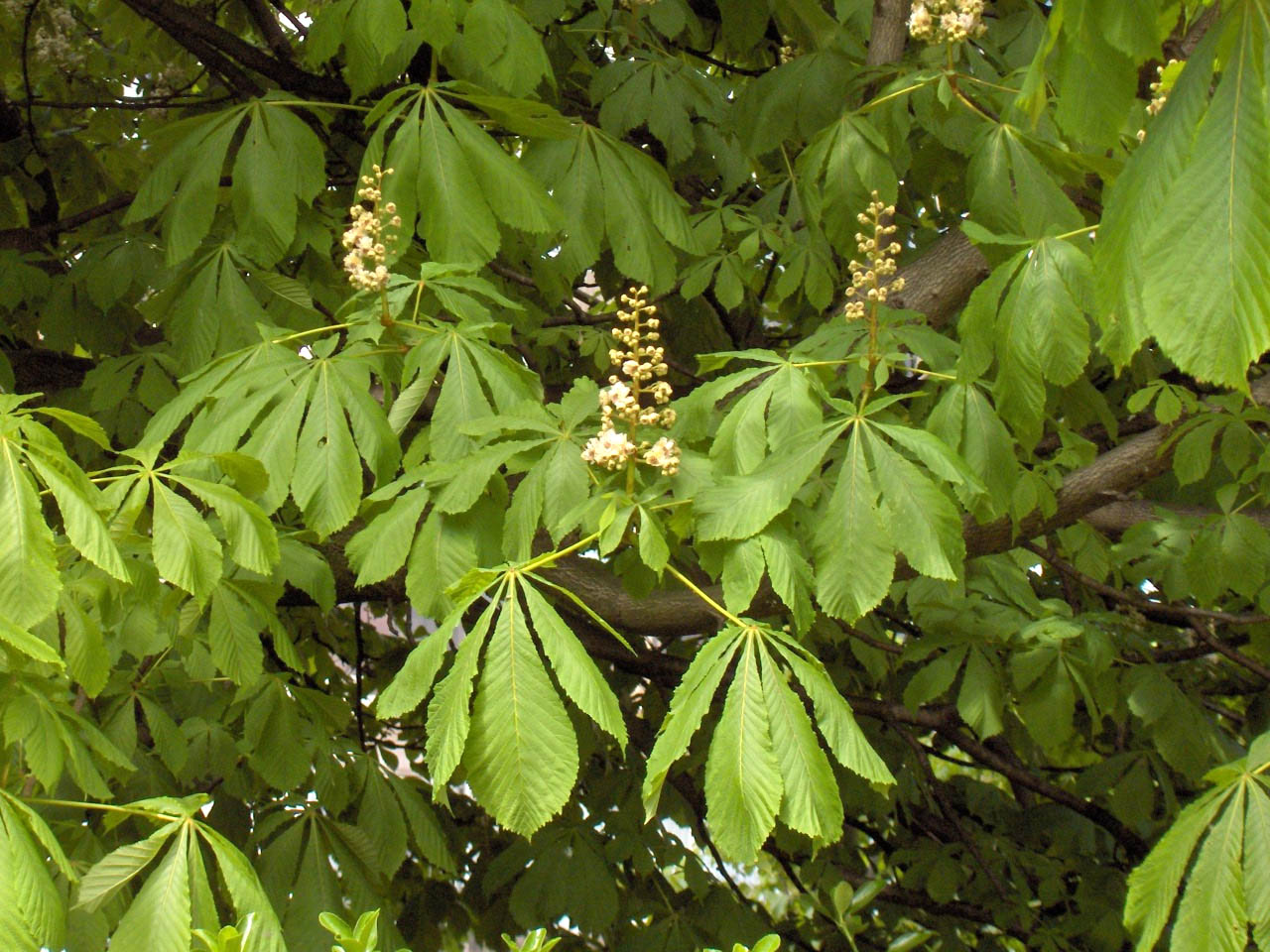
Foglie e fiori di Aesculus hippocastanum

La coltivazione dell'ippocastano è molto semplice essendo un albero che può crescere con ogni tipo di terreno e che non necessita di particolari cure. La sua moltiplicazione avviene per seme, messo a dimora subito dopo la maturazione in quanto in breve tempo perde la capacità germinativa. Esistono molteplici varietà ed incroci di Aesculus; esse vengono generalmente riprodotte per innesto su pianta portaseme di A. hippocastanum. L'innesto è generalmente di tipo "a gemma" ma può essere anche di tipo "a spacco".
I frutti degli ippocastani contengono saponine e in tempi passati, dopo essere stati preventivamente macinati, venivano usati come alternativa al detersivo per il bucato.